# Catalina Sky Survey
Pour les articles homonymes, voir CSS.
Le Catalina Sky Survey, en abrégé CSS, est un programme mené par l'Université de l'Arizona de recensement astronomique des comètes et des astéroïdes dont l'orbite croise ou s'approche de la Terre et qui constituent à ce titre une menace potentielle (objets géocroiseurs). Le relevé est effectué à l'aide de trois télescopes gérés par l'Université de l'Arizona et installés dans les monts Santa Catalina près de Tucson. Ce projet, lancé à la fin des années 1990 et financé par la NASA dans le cadre de son programme de défense planétaire, est en 2020 à l'origine de plus de la moitié des découvertes des objets géocroiseurs. 

## Historique
Le Catalina Sky Survey est créé en 1998 par Stephen M. Larson, du laboratoire lunaire et planétaire de l'université de l'Arizona (États-Unis) avec les étudiants de premier cycle universitaire Timothy B. Spahr et Carl W. Hergenrother. Utilisant un télescope de Schmidt de 0,7 mètre situé sur le mont Bigelow (dans les monts Santa Catalina, près de Tucson, dans l'Arizona), son objectif est d'effectuer un relevé astronomique des latitudes écliptiques élevées. En 1999 des équipements et logiciels sont acquis et développés pour la recherche des objets géocroiseurs. À cette époque l'agence spatiale américaine, la NASA, a reçu pour mandat de la part du Congrès américain d'effectuer un recensement systématique des objets géocroiseurs de plus d'un kilomètre de diamètre. Pour remplir cet objectifs elle finance plusieurs programmes d'observatoires terrestres dans le cadre de son programme  Near Earth Object Observation Program (NEOO) dont le Catalina Sky Survey. Ces fonds permettent à l'Université de l'Arizona de créer un observatoire  complémentaire dans l'hémisphère sud en Australie (Siding Spring Survey qui sera interrompu en  juillet 2013).  À compter de 2004 le Catalina Sky Survey devient le découvreur le plus important des objets géocroiseurs. En 2005 le Congrès américain demande à la NASA de recenser 90 % des objets géocroiseurs dont le diamètre est supérieur à 140 mètres,.

## Résultats

Astéroïdes géocroiseurs détectés chaque année par les différents programmes d'observation, au 6 janvier 2020 (le CSS est en vert).

En 2021 le Catalina Sky Survey continue d'être avec le Pan-STARRS un des deux principaux découvreurs d'objets géocroiseurs. Pour la seule année 2020 il a permis la découverte de 1548 objets géocroiseurs sur 2959 soit plus de la moitié des découvertes. Le CSS est le premier à avoir pu détecter un astéroïde avant qu'il se désintègre dans l'espace (2008 TC3). Le CSS a permis la découverte de plus de 570 comètes.
Au 1er octobre 2023, le CSS est au 5e rang des découvreurs d'astéroïdes, avec 31 111 astéroïdes confirmés (dont les géocroiseurs). 

## Instruments
Le  Catalina Sky Survey utilise trois télescopes dont deux (Cassegrain de 1,5 m et Schmidt de 0,7 m) sont consacrés aux détections et un (Cassegrain de 1 mètre) aux confirmations et au suivi :
- Le télescope Cassegrain de 1,5 mètre de  diamètre (focale f/1,6) est équipé avec un détecteur de type CCD de 111 mégapixels. Le champ de vue est de 5 deg² (1 pixel = 0,99 seconde d'arc). Chaque nuit il permet d'observer 1000 degrés carrés. Des images permettant de détecter des objets ayant une magnitude apparente de 21,5 sont obtenues avec un temps de pose de 30 secondes.
- Le télescope Cassegrain de 1  mètre  de  diamètre (focale f/2,6) est équipé avec un détecteur de type CCD de 4 mégapixels. Le champ de vue est de 0,3 deg² (1 pixel = 1,03 seconde d'arc). Chaque nuit il permet de confirmer ou d'effectuer le suivi de 40 à 80 objets géocroiseurs ayant une magnitude apparente de 22.
- Le télescope Schmidt de 0,7 mètre de diamètre (focale f/1,8) est équipé avec un détecteur de type CCD de 111 mégapixels. Le champ de vue est de 19.4 deg² (1 pixel = 1,5 seconde d'arc). Chaque nuit il permet d'observer 4000 degrés carrés. Des images permettant de détecter des objets ayant une magnitude apparente de 19,5 sont obtenues avec un temps de pose de 30 secondes.